# 積·基亞利殊
積·彼得·基亞利殊（英語：Jack Peter Grealish，姓氏發音：/ɡreɪlɪʃ/，1995年9月10日—）是一名英格蘭職業足球員，司職中場。目前被英超俱樂部曼城外借到埃弗頓，代表英格蘭足球代表隊參加國際賽事。

## 俱樂部生涯

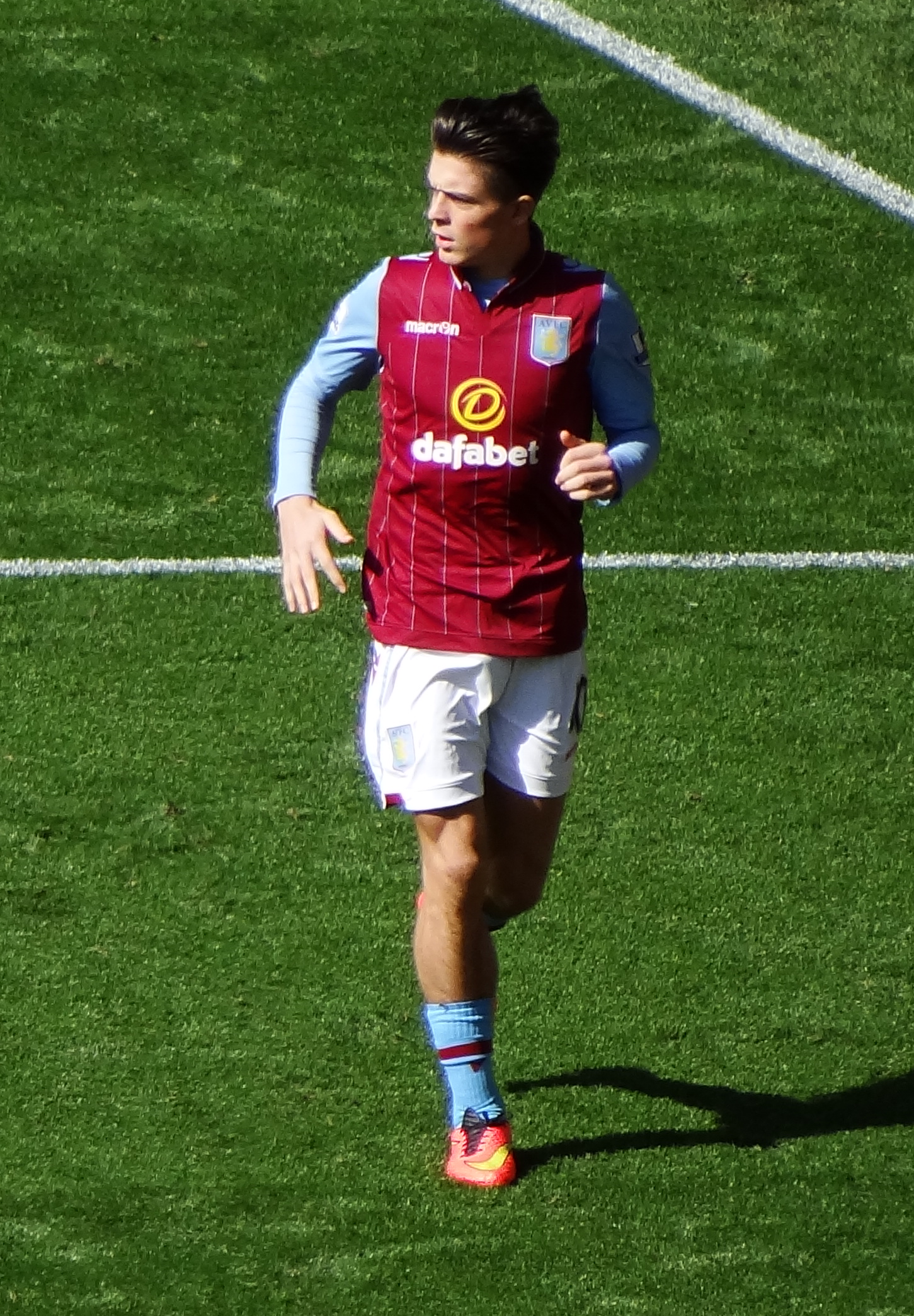
格拉利什於2014年為阿士東維拉出賽

### 阿斯頓維拉
他於6歲便加入阿斯頓維拉足球俱樂部，於2013-14年賽季被租借至諾士郡後，於2014年5月首次代表阿斯頓維拉上陣。
2020年7月26日，英超最後一輪比賽阿士東維拉對上西漢姆，場上僵局直至比賽第84分鐘才被打破，麥金送出妙傳，基亞利殊禁區左側左腳抽射破門，阿士東維拉領先，僅1分鐘過後，場上比分便被改寫，亞莫連科接賴斯傳球，禁區外左腳轟門得手，西漢姆扳平比分。全場比賽結束，雙方1-1握手言和。憑藉這場寶貴的平局，阿斯頓維拉最終成功保級。

### 曼城
2021年8月4日，曼城與阿士東維拉達成協議，以一億英鎊的轉會費且為期6年的合約簽下基亞利殊，成為英超最高轉會費的交易，打破2016年曼聯以8900萬英鎊簽入保羅·博格巴的紀錄，并披上剛離隊的塞爾希奧·阿奎羅所留下的10號球衣。
同年8月21日，在格拉利許加入曼城後的首場主場比賽面對諾維奇城時，於第22分鐘時攻入他在曼城的首顆進球，終場以5:0大勝對手。於9月15日迎來他的歐洲冠軍聯賽初登板，該場比賽曼城以6:3戰勝RB萊比錫，而格拉利許是繼韋恩·魯尼後第一位在歐冠初登板便繳出一進球以及一助攻的英格蘭球員。
2022年12月28日，格拉利許在對陣里茲聯的英超聯賽中大放異彩，連續助攻隊友埃尔林·哈兰德兩球，幫助球隊最終3-1獲勝。
2023年10月29日，格拉利許在對陣曼聯的英超聯賽中達成替曼城效力第100次出場。
2025年4月2日，格拉利許在對陣萊斯特城的比賽中首開紀錄，幫助球隊以2-0獲勝，這是他2024-25賽季的第一個英超進球。

## 國家隊生涯
此前，基亞利殊同時擁有代表英格蘭和愛爾蘭的資格，但當愛爾蘭一隊欲徵召他時，卻遭拒絕，原因是欲保留代表英格蘭的權利。2015年9月下旬，基亞利殊決定往後代表英格蘭一隊。
2020年8月31日，盖雷斯·索斯盖特首次徵招基亞利殊入選英格蘭足球代表隊名單。

2020年9月8日，基亞利殊在歐洲國家聯賽對陣丹麥的比賽首次亮相，第76分鐘入替補凱爾文·菲利普斯上場。

2021年5月，基亞利殊被英格蘭再次徵召參加了2020年歐洲國家盃。於6月23日的小組賽最後一場對陣捷克時，格拉利許於第12分鐘吊中給拉希姆·斯特林頭槌入網，終場便以1:0結束。英格蘭並以小組龍頭之姿闖進淘汰賽。而在6月29日的16強賽對陣德國的比賽中，格拉利許在兩次進球中都發揮了作用，第一球先傳給盧克·蕭再傳中給拉希姆·斯特林踢進第一球，而第二球他吊中給了哈里·凱恩頭槌破門，為自己贏得了一次助攻，終場英格蘭以2:0擊敗德國並幫助球隊晉級八強。
同年10月9日，在英格蘭對陣安道爾的2022年世界盃資格賽中，格拉利許於第86分鐘攻入代表英格蘭成人國家隊的首顆進球。
2022年11月21日，基亞利殊在對陣伊朗的2022年國際足總世界盃中踢進在世界盃的首球。2024年6月，他入選2024年歐洲國家盃33人初選名單但最終落選26人決選名單。

## 個人生活
2020年3月，格雷利什因违反与COVID-19相关的政府居家指导方针而被阿斯顿维拉罚款。格雷利什在2020年3月和10月因两次疏忽驾驶认罪，被禁止在英国驾驶九个月，并被罚款82,499英镑，其中一次事件中，他被拍到在转弯时撞上了几辆停放的汽车。
格雷利什与女友萨莎·丽贝卡·阿特伍德在中学时相识，当时他16岁。 他的曾曾祖父比利·加拉蒂也是一名足球运动员，曾代表英格兰队出战并在1905年与阿斯顿维拉一起赢得了1905年足总杯决赛。格雷利什有一个名叫霍莉的妹妹，她患有脑瘫。他称她为自己的“最好朋友”。
众所周知，格雷利什与许多曼城队友关系密切，特别是挪威球员哈兰德。关于他与哈兰德的关系，格雷利什评论说他与他“相处得非常好”，并且他们有“相同类型的玩笑”。格雷利什提到猫王和皇后乐队是他最喜欢的两位音乐艺术家。
2023年12月，小偷闯入他在柴郡的家，據報盜竊價值一百萬英鎊的珠寶和手錶。

## 生涯數據

### 俱樂部
最後更新：2022年5月15日
| 俱樂部        | 賽季     | 聯賽     | 聯賽 | 聯賽 | 英格蘭足總盃 | 英格蘭足總盃 | 英格蘭聯賽盃 | 英格蘭聯賽盃 | 歐戰 | 歐戰 | 其他 | 其他 | 總計 | 總計 |
| 俱樂部        | 賽季     | 層級     | 出賽 | 進球 | 出賽         | 進球         | 出賽         | 進球         | 出賽 | 進球 | 出賽 | 進球 | 出賽 | 進球 |
| ------------- | -------- | -------- | ---- | ---- | ------------ | ------------ | ------------ | ------------ | ---- | ---- | ---- | ---- | ---- | ---- |
| 阿斯頓維拉    | 2011–12  | 英超     | 0    | 0    | 0            | 0            | 0            | 0            | —    | —    | —    | —    | 0    | 0    |
| 阿斯頓維拉    | 2012–13  | 英超     | 0    | 0    | 0            | 0            | 0            | 0            | —    | —    | —    | —    | 0    | 0    |
| 阿斯頓維拉    | 2013–14  | 英超     | 1    | 0    | —            | —            | 0            | 0            | —    | —    | —    | —    | 1    | 0    |
| 阿斯頓維拉    | 2015–16  | 英超     | 17   | 0    | 6            | 0            | 1            | 0            | —    | —    | —    | —    | 24   | 0    |
| 阿斯頓維拉    | 2016–17  | 英冠     | 31   | 5    | 1            | 0            | 1            | 0            | —    | —    | —    | —    | 33   | 5    |
| 阿斯頓維拉    | 2017–18  | 英冠     | 27   | 3    | 1            | 0            | 0            | 0            | —    | —    | 3    | 0    | 31   | 3    |
| 阿斯頓維拉    | 2018–19  | 英冠     | 31   | 6    | 0            | 0            | 1            | 0            | —    | —    | 3    | 0    | 35   | 6    |
| 阿斯頓維拉    | 2019–20  | 英超     | 36   | 8    | 0            | 0            | 5            | 2            | —    | —    | —    | —    | 41   | 10   |
| 阿斯頓維拉    | 2020–21  | 英超     | 26   | 6    | 0            | 0            | 1            | 1            | —    | —    | —    | —    | 27   | 7    |
| 阿斯頓維拉    | 總計     | 總計     | 185  | 29   | 10           | 0            | 12           | 3            | 0    | 0    | 6    | 0    | 213  | 32   |
| 諾士郡 (租借) | 2013–14  | 英甲     | 37   | 5    | 1            | 0            | —            | —            | —    | —    | 11   | 0    | 39   | 5    |
| 曼城          | 2021–22  | 英超     | 26   | 3    | 4            | 2            | 1            | 0            | 6    | 1    | 1    | 0    | 38   | 6    |
| 生涯總計      | 生涯總計 | 生涯總計 | 248  | 37   | 15           | 2            | 13           | 3            | 6    | 1    | 8    | 0    | 290  | 43   |

### 國家隊
最後更新：2024年10月13日
| 國家隊 | 年分 | 出賽 | 進球 |
| ------ | ---- | ---- | ---- |
| 英格蘭 | 2020 | 5    | 0    |
| 英格蘭 | 2021 | 13   | 1    |
| 英格蘭 | 2022 | 11   | 1    |
| 英格蘭 | 2023 | 6    | 0    |
| 英格蘭 | 2024 | 4    | 2    |
| 總計   | 總計 | 39   | 4    |

#### 國家隊進球
最後更新：2024年10月13日
| No. | 日期           | 場館                                                                | 出賽場次 | 對手   | 進球後比分 | 終場 | 賽事                        | 參考來源 |
| --- | -------------- | ------------------------------------------------------------------- | -------- | ------ | ---------- | ---- | --------------------------- | -------- |
| 1   | 2021年10月9日  | 安道尔，老安道爾 · 安道爾國家體育場（Estadi Nacional）              | 16       | 安道尔 | 5–0        | 5–0  | 2022年世界盃資格賽          | [ 50 ]   |
| 2   | 2022年11月21日 | ，杜哈 · 哈利法国际体育场（Khalifa International Stadium）          | 25       | 伊朗   | 5–0        | 6–2  | 2022年國際足總世界盃        | [ 51 ]   |
| 3   | 2024年9月7日   | 爱尔兰，都柏林 · 英傑華球場（Aviva Stadium）                        | 37       | 愛爾蘭 | 2–0        | 2–0  | 2024年至2025年歐洲國家聯賽B | [ 52 ]   |
| 4   | 2024年10月13日 | 芬兰，赫尔辛基 · 赫爾辛基奧林匹克體育場（Helsinki Olympic Stadium） | 39       | 芬兰   | 1–0        | 3–1  | 2024年至2025年歐洲國家聯賽B | [ 53 ]   |

## 榮譽

### 俱樂部
阿斯頓維拉
- 英格蘭足球冠軍聯賽附加賽冠軍：2019（英语：2019 English Football League play-offs）[54]

曼城
- 英格兰足球超级联赛冠軍：2021–22、2022–23[55]、2023–24
- 英格蘭足總盃冠軍：2022–23
- 欧洲冠军联赛冠軍：2022–23[56]
- 歐洲超級盃冠軍：2023[57]
- 世界冠軍球會盃冠軍：2023[58]

### 國家隊
英格兰U21
- 土倫盃國際足球錦標賽冠軍：2016（英语：2016 Toulon Tournament）[59]

 英格蘭
- 歐洲國家盃亞軍：2020[60]

### 個人
- 阿斯頓維拉賽季最佳球員：2019–20（英语：2019–20 Aston Villa F.C. season）[61]
- PFA年度最佳陣容：2018-19（英冠）（英语：PFA Team of the Year (2010s)#Championship 10）
- 曼城月度最佳球员：2023年2月

## 外部連結
- 足球数据库：積·基亞利殊的球员统计数据
- Soccerway資料庫：積·基亞利殊